# Problema del momento de Stieltjes
En matemáticas, el problema del momento de Stieltjes, que lleva el nombre de Thomas Joannes Stieltjes, busca las condiciones necesarias y suficientes para que una sucesión (m0, m1, m2, ... ) sea de la forma
{\displaystyle m_{n}=\int _{0}^{\infty }x^{n}\,d\mu (x)}
para alguns medida μ. Si tal función μ existe, debe analizarse si es única.
La diferencia esencial entre este y otros problema de los momentos conocidos es que el de Stieltjes se aplica sobre una semirrecta [0,∞), mientras que en el Problema del momento de Hausdorff se considera un intervalo acotado [0, 1], y en el problema del momento de Hamburger se considera toda la recta real (−∞, ∞).

## Existencia
Sea
{\displaystyle \Delta _{n}=\left[{\begin{matrix}m_{0}&m_{1}&m_{2}&\cdots &m_{n}\\m_{1}&m_{2}&m_{3}&\cdots &m_{n+1}\\m_{2}&m_{3}&m_{4}&\cdots &m_{n+2}\\\vdots &\vdots &\vdots &\ddots &\vdots \\m_{n}&m_{n+1}&m_{n+2}&\cdots &m_{2n}\end{matrix}}\right]}
y
{\displaystyle \Delta _{n}^{(1)}=\left[{\begin{matrix}m_{1}&m_{2}&m_{3}&\cdots &m_{n+1}\\m_{2}&m_{3}&m_{4}&\cdots &m_{n+2}\\m_{3}&m_{4}&m_{5}&\cdots &m_{n+3}\\\vdots &\vdots &\vdots &\ddots &\vdots \\m_{n+1}&m_{n+2}&m_{n+3}&\cdots &m_{2n+1}\end{matrix}}\right].}
Entonces { mn : n = 1, 2, 3, ... } es una secuencia de momentos de alguna medida en {\displaystyle [0,\infty )} con soporte infinito si y solo si para todos los n, ambos
{\displaystyle \det(\Delta _{n})>0\ \mathrm {and} \ \det \left(\Delta _{n}^{(1)}\right)>0.}
{ mn : n = 1, 2, 3, ... } es una secuencia de momentos de alguna medida sobre {\displaystyle [0,\infty )} con soporte finito de tamaño m si y solo si para todo {\displaystyle n\leq m}, ambos
{\displaystyle \det(\Delta _{n})>0\ \mathrm {and} \ \det \left(\Delta _{n}^{(1)}\right)>0}
y para todos los {\displaystyle n} más grandes
{\displaystyle \det(\Delta _{n})=0\ \mathrm {and} \ \det \left(\Delta _{n}^{(1)}\right)=0.}

## Unicidad
Hay varias condiciones suficientes para la unicidad, por ejemplo, la condición de Carleman establece que la solución es única si
{\displaystyle \sum _{n\geq 1}m_{n}^{-1/(2n)}=\infty ~.}